# Huawei P40 lite E
Huawei P40 lite Е — смартфон компанії Huawei, разом із Huawei P40 Lite був анонсований на світовому ринку у лютому 2020 року. На ринках деяких країн апарат має назву Huawei Y7р.
Продаж в Україні офіційно розпочався 25 березня 2020 року та до 12 квітня вартість Huawei P40 Lite Е складала 3999 грн.
В Китаї також продавався Huawei Enjoy 10, що відрізняється від P40 lite E набором кольорів та камер.

## Зовнішній вигляд
Корпус пристроїв повністю пластиковий з імітацією скляної поверхні, без металевої рамки. У лівому куті на передній поверхні знаходиться виріз фронтальної камери. В Enjoy 10 на місці, де в P40 lite E присутня третя камера розміщено LED спалах.
Екран майже безрамковий, займає 90 % передньої панелі корпусу телефону.
В українських магазинах апарат доступний у 2 кольорах — класичний чорний (Midnight Black) та градієнтний синій (Aurora Blue).
Huawei Enjoy 10 продавався в 4 кольорах: Aurora Blue, Acacia Red, Magic Night Black та Sky Blue.

## Апаратне забезпечення
Смартфони обладнані 8-ядерним процесором Hisilicon Kirin 710F: 4 ядра Cortex-A73 з частотою 2.2 ГГц та 4 ядра Cortex-A53 з частотою 1.7 ГГц. Графічне ядро — Mali G51-MP4.
Дисплей телефону TFT LCD (IPS) має діагональ 6.39" (1520 × 720), співвідношенням сторін 19,5:9, щільність пікселів — 269 ppi.
Внутрішня P40 lite E становить 64 ГБ, оперативна пам'ять — 4 ГБ. Внутрішня Enjoy 10 є такі комплектації на вибір: становить 4/64, 6/64 та 4/128 ГБ. Існує можливість розширення пам'яті завдяки microSD картці (до 512 ГБ).
Акумулятор незнімний Li-Pol 4000 мА·год, можливості швидкісного заряджання немає. Швидкість заряджання акумулятора 12 % на годину.
Huawei P40 Lite Е має 3 модулі основної камери: 48 Мп (f/1.8, ширококутний) + 8 Мп (f/2.4, ультраширококутний) + 2 Мп (f/2.4 датчик глибини). Записує відео Full HD зі стереозвуком.
Huawei Enjoy 10 має 2 модулі основної камери: 48 Мп (f/1.8, ширококутний) + 2 Мп (f/2.4 датчик глибини). Записує відео Full HD зі стереозвуком.
Фронтальна камера обох моделей 8 Мп (f/2.0) дозволяє добитися ефекту боке апаратним способом. Запис відео у Full HD (60 кадрів/сек) без стабілізації.

## Програмне забезпечення
Операційна система — Android 9 з графічною оболонкою EMUI 9.1 без встановлених Google сервісів.
Підтримує стандарти зв'язку: 2G GSM, 3G WCDMA, 4G LTE.
Бездротові інтерфейси: WiFi 802.11b/g/n, 2.4 ГГц, Bluetooth 5.0.
Huawei P40 Lite Е підтримує навігаційні системи: GPS, A-GPS, ГЛОНАСС.
Смартфон має роз'єм Micro USB та роз'єм для навушників 3.5 мм.
Датчики: датчик освітлення, датчик відбитку пальця, цифровий компас, гіроскоп, розблокування за обличчям.
Вартість у липні 2020 року в Україні — 4499 грн.